# Confédération des nationalités indigènes de l'Équateur

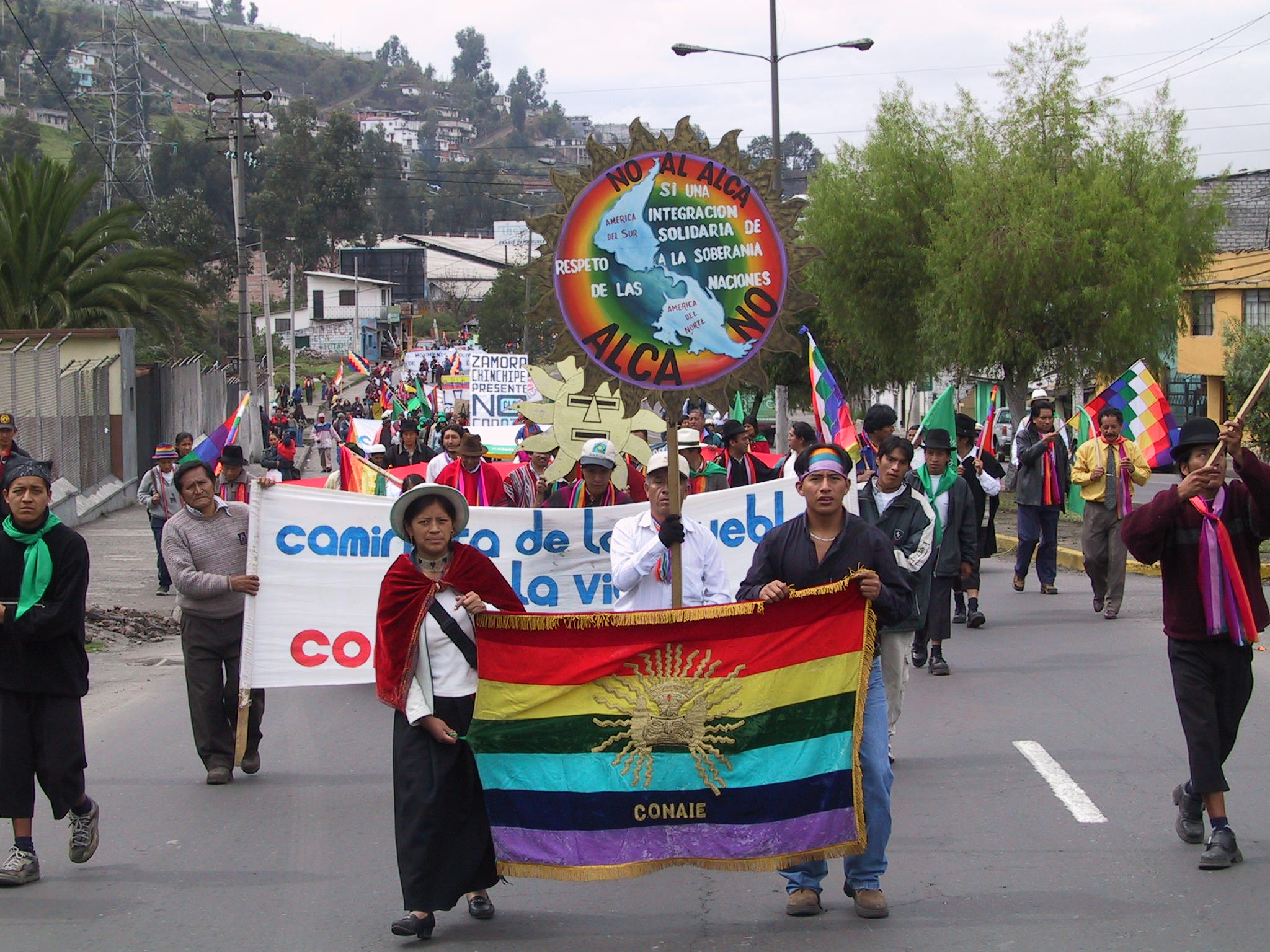
Manifestation de la CONAIE à Quito, en 2002. Le drapeau de la CONAIE inclut le soleil Inca.

La Confédération des nationalités indigènes de l'Équateur (Confederación de Nacionalidades Indígenas del Ecuador, ou CONAIE), est une organisation générale créée en 1986, dans le but de regrouper un nombre important de communautés et d’associations locales ou régionales de peuples indigènes, pour agir sur la scène politique nationale équatorienne en relayant avec ses représentants les aspirations légitimes historiques, économiques et socioculturelles de ceux-ci.
La CONAIE est composée des trois principales fédérations régionales :
- Oriente : CONFENIAE – Confédération des Nationalités Indigènes de l’Amazonie équatorienne (Confederación de Nacionalidades Indígenas de la Amazonía Ecuatoriana)
- Sierra : Ecuarunari – Confédération des Peuples de la Nationalité Quechua de l’Équateur (Confederación de Pueblos de la Nacionalidad Kichwas del Ecuador)
- Costa : CONAICE – Coordination des Organisations Indigènes et Noires de la Côte Équatorienne (Coordinadora de Organizaciones Indígenas y Negras de la Costa Ecuatoriana).

## Contexte historique
Les conséquences de la colonisation espagnole en 1534, quelques décennies seulement après celle des Incas, ont été dramatiques pour les locaux de l’actuel Équateur. Ceux-ci furent décimés par les massacres, la guerre et les maladies, interdits de conserver leur culture (que ce soit agricole, artistique, linguistique ou cosmogonique) déportés et réduit à l´état d´esclaves ou main-d’œuvre sous-traitée dans de vastes domaines agricoles de leurs terres privatisées par les colons et qui évoluèrent dans les siècles suivants vers de grandes fermes connues sous le nom d’haciendas.
À partir de la fin du XIXe siècle, l’accélération de la croissance démographique devient formidable : on passe d'environ 150 000 habitants à la fin du XVIe siècle, à 500 000 à la fin du XVIIIe, à 1 000 000 en 1886, et la population est multipliée par 10 et est évaluée à 10 500 000 habitants en 1989.
Dans le contexte de la vague de décolonisation de la seconde moitié du XXe siècle eut lieu la création du premier syndicat agricole du pays qui organisa, en 1944, la première grève paysanne. Parallèlement, furent fondées les premières écoles parallèles où, pour la première fois, chose interdite, l’enseignement se faisait en langue Kichwa (Quechua). Ces initiatives valurent à leurs auteurs d’être durement persécutés et emprisonnés par les autorités.
Ce n´est qu´à partir de cette organisation syndicale et des mouvements de contestation qu´au milieu du XXe siècle le gouvernement militaire cède à accorder le droit de vote aux autochtones. En 1964 finit par être proclamée une réforme agraire qui vise à abolir la servitude (« huasipungo ») auquel est toujours soumise la main d’œuvre des haciendas. Les grands propriétaires terriens colons se voient forcés de céder une partie de leurs propriétés à de petits paysans, désormais libres et propriétaires de petites parcelles (« minifundio »). Les terrains ainsi cédés sont généralement les moins fertiles, les haciendas conservant les meilleures terres.

## Naissance des mouvements indigènes
La Fédération Équatorienne des Indiens (FEI) est fondée en 1944, dans la région andine, sous l'impulsion du Parti communiste équatorien et avec la participation de leaders indigènes reconnus comme Tránsito Amaguaña ou Dolores Cacuango, avec pour buts principaux de fonder un système d'enseignement bilingue et d'améliorer les conditions de vie et de travail des travailleurs des haciendas, avec la fin du système du « huasipungo ». Ce mouvement se poursuit dans la région andine avec l’aide des partis communiste et social-chrétien ainsi que d’une frange de l’Église catholique progressiste, souvent menée par des Jésuites, issue des changements à la suite de Vatican II et de la théologie de la libération. Après avoir constitué un nombre important d’organisations locales et provinciales, les kichwas de la région andine fondent en 1972 le mouvement ECUARUNARI.
Dans la région amazonienne, le processus commence dans les années 1960 avec les organisations shuars sous l’impulsion des missionnaires salésiens et évangéliques, qui furent ensuite imités par les autres nationalités régionales pour aboutir en 1980 à la création de la CONFENAIE (Confédération des Nationalités Indigènes de l’Amazonie Équatorienne). Le programme de la CONFENAIE associa dans sa mission, dès le début, la récupération des territoires traditionnels, la défense de la culture, l’éducation bilingue, l´accès à la santé ainsi qu´une réflexion sur le concept de « nationalité » et d’« État plurinational ». L'organisation participa également à la création de la COICA qui regroupe les populations de tout le bassin amazonien.
À partir de 1980 et de marches d´autochtones et paysans sur Quito, qui fut durement réprimée, la CONFENAIE, aux revendications plus ethniques, et ECUARUNARI, plus sensible à la lutte des classes, entamèrent leur rapprochement. Ils créent ensemble le Conseil de coordination des Nationalités Indigènes de l’Équateur, d’où naîtra la CONAIE en 1986.

## Revendications et mission
Le programme de la CONAIE se résume en 16 revendications :
- Reconnaissance publique de la dimension plurinationale de l’Équateur (à ratifier par la constitution).
- Cession par le gouvernement de territoires et des titres qui s’y rapportent aux nationalités.
- Résolution des problèmes d’eau et d’irrigation.
- Annulation des dettes indigènes à la FODERUMA et la Banque nationale de développement.
- Gel des prix des biens de consommation.
- Finalisation des projets prioritaires dans les communautés autochtones.
- Non payement de taxes rurales.
- Expulsion du Summer Institute of Linguistics.
- Liberté commerciale pour les activités artisanales.
- Protection par la CONAIE des sites archéologiques.
- Légalisation de la médecine autochtone.
- Annulation du décret gouvernemental responsable de la réforme concédant des terres à des organisations privées.
- Octroi de fonds publics aux différentes nationalités équatoriennes.
- Octroi de fonds publics pour l’enseignement bilingue.
- Respect des droits de l’enfant.
- Fixation de prix accessibles pour la production

## Actions principales et historique

### Premiers mouvements contestataires et victoires sur l´accès aux droits
- En 1990, la CONAIE organisa le plus grand soulèvement que l’Équateur ait connu jusqu'alors : grèves, manifestations, occupations de grandes propriétés et d’administrations, blocus agricole. Malgré les affrontements violents et la répression, cette date marque le début de l’entrée du mouvement Indigène sur la scène politique moderne et l’annonce de dix années de lutte qui provoquèrent la chute de plusieurs gouvernements et aboutirent à la révision de la constitution de 1998 et la participation au gouvernement de personnalités indigènes.

- En 1994  la CONAIE organisa la mobilisation contre la réforme agraire, laquelle paralysa la capitale durant deux semaines, à la suite de quoi le gouvernement déclara l’état d’urgence. Cet affrontement provoqua un débat public et une négociation entre le gouvernement et les représentants indigènes, ces derniers obtenant l’annulation d’un projet de loi néo-libérale qui visait à mettre en cause la propriété publique des terres vierges au profit de la privatisation et l´exploitation de ces terres (l´Équateur regorge de grandes réserves de pétrole), ainsi que la privatisation du secteur pétrolier et des ressources en eau. La diffusion quotidienne de débats télévisés apporta une visibilité nationale au mouvement indigène.

- 1996 : les mouvements autochtones, qui avaient jusqu’alors manifesté leur méfiance face à l’engagement politique électoral, participent aux côtés d’organisations paysannes à la création du parti PACHAKUTIK remporta un nombre non négligeable de sièges au niveau local ainsi qu’au congrès, mais échoua à l’élection présidentielle.

Un troisième soulèvement contre le gouvernement populiste du président Bucaram aboutit à la destitution de celui-ci au début de l’année 1997 et à la création, en remplacement, du Ministère Ethnique, du Fonds national pour le développement des peuples indigènes.
- 1998 : Adoption de la nouvelle constitution, reconnaissant l’existence des peuples et nationalités indigènes et afroéquatoriens, ainsi que les circonscriptions territoriales indigènes. Création de la CODENPE (COnsejo de DEsarrollo de las Nacionalidades y Pueblos de Ecuador - Conseil National de Développement des Nationalités et Peuples de l’Équateur).

### Crise économique et crise de la CONAIE
- 2000 : à la suite de la grave crise économique, l’inflation galopante, la corruption et la dollarisation de l’économie, est lancée une nouvelle insurrection avec le soutien d’une partie des forces armées progressistes en rébellion et d’autres mouvements sociaux. Le président Mahuad est destitué et remplacé par une « Junte » formée par le colonel Luis Gutierrez, l’ex-président de la Cour suprême, Carlos Solorzano et le président de la CONAIE, Antonio Vargas. Ils seront eux-mêmes arrêtés quelques heures plus tard sur les ordres du chef des forces armées, le général Mendoza qui avait pourtant accepté la veille d’intégrer la Junte. Ce dernier sera accusé d’avoir trahi la population et d’avoir cédé aux pressions internationale notamment de l’Organisation des États américains[non neutre].

- 2002 : le populiste et ex-colonel Lucio Gutiérrez remporte l’élection présidentielle avec le soutien de PACHAKUTIK qui obtient deux postes ministériels dans son gouvernement. L’alliance est de courte durée. Les deux ministres (Nina Pacari et Luis Macas) s’opposent à la politique néolibérale du président et à son alignement sur Washington et quittent le gouvernement en juin 2003.

La CONAIE est en crise, de nombreux désaccords divisent ses composantes. Le passage de la démocratie participative des débuts au système de représentation coupe la base de ses dirigeants obligés de se rapprocher des lieux de pouvoir. Le mouvement social contestataire et mobilisateur peine à intégrer une logique de participation politique. Le gouvernement joue la carte de la division, appelant Antonio Vargas, devenu dissident, au ministère du Bien-être social et en se rapprochant des organisations locales et effectuant des donations directes aux communautés. Malgré les avancées importantes réalisées grâce à l’action des mouvements représentant les indigènes, la proportion de ceux-ci vivant sous le seuil de pauvreté (2 $ par jour) est évaluée à plus de 80 %.
La confusion règne, les dirigeants s’accusent mutuellement de corruption et le mouvement perd sa capacité de mobilisation, la tentative de soulèvement de juin 2004 est un échec. 

### Luis Macas jusqu´à la situation actuelle
En décembre 2004, la convocation du 2e congrès de la CONAIE rappelle la nécessité de régénérer le mouvement. Il est indispensable de renouer avec la base. C’est dans ces buts qu’il est fait appel pour présider le mouvement à Luis Macas, figure historique, qui a exercé cette fonction de 1990 à 1996. Il s’agit d’un retour aux sources, choisi pour trois ans tant par les bases que par les dirigeants Luis Macas a pour mission de redresser la barque : « La survie de la Confédération des nationalités indigènes d’Équateur est menacée. L’objectif de ma présidence est d’organiser un repli pour consolider la base du mouvement. »
Dès son entrée en fonction, le nouveau président de la CONAIE prend position contre le Plan Colombie (plan financé par Washington et dirigé à partir de l'Équateur contre la guérilla colombienne, sous prétexte de lutte contre le trafic de drogue), le maintien de la base militaire américaine de Manta en Équateur et appelle à lutter contre la signature du Traité de libre-échange (TLC) avec les États-Unis. Il annonce pour les deux années à venir, la mise en place de cours d’alphabétisation, la lutte contre les entreprises pétrolières transnationales et la privatisation de l’eau, la défense des ressources naturelles et de la biodiversité, l’action pour la redistribution des terres.
En 2005, à la suite de plusieurs mois de soulèvement populaires, le président Gutierrez est contraint de quitter le pouvoir et de s’exiler. Il est remplacé par Alfredo Palacio.
En octobre 2019, la CONAIE participe aux mobilisations contre le gouvernement de Lenín Moreno à la suite de la décision de celui-ci d'augmenter de 125 % les prix du carburant sur requête du Fonds monétaire international (FMI). Les manifestants demandent aussi la fin des concessions minières ou encore la défense de l’agriculture familiale. « Cette explosion sociale est liée à la déflation des produits agricoles ces deux dernières années. La baisse des prix des aliments affecte les conditions de vie des communautés indigènes, surtout dans la Sierra centrale, qui sont des producteurs pour le marché interne », explique Pablo Iturralde, chercheur au Centre des droits économiques et sociaux (CDES). Le pouvoir déclare l'état d'urgence pour une durée d'au moins trente jours, ce qui implique une interdiction de manifester ; huit manifestants sont tués (dont un dirigeant indigène), plusieurs centaines blessés, et plus de 1 300 arrêtés. Le gouvernement décide après douze jours de mobilisation de suspendre le décret controversé.